# Stiphropus affinis
Stiphropus affinis là một loài nhện trong họ Thomisidae.
Loài này thuộc chi Stiphropus. Stiphropus affinis được Roger de Lessert miêu tả năm 1923.